# フィッシュフィンガー

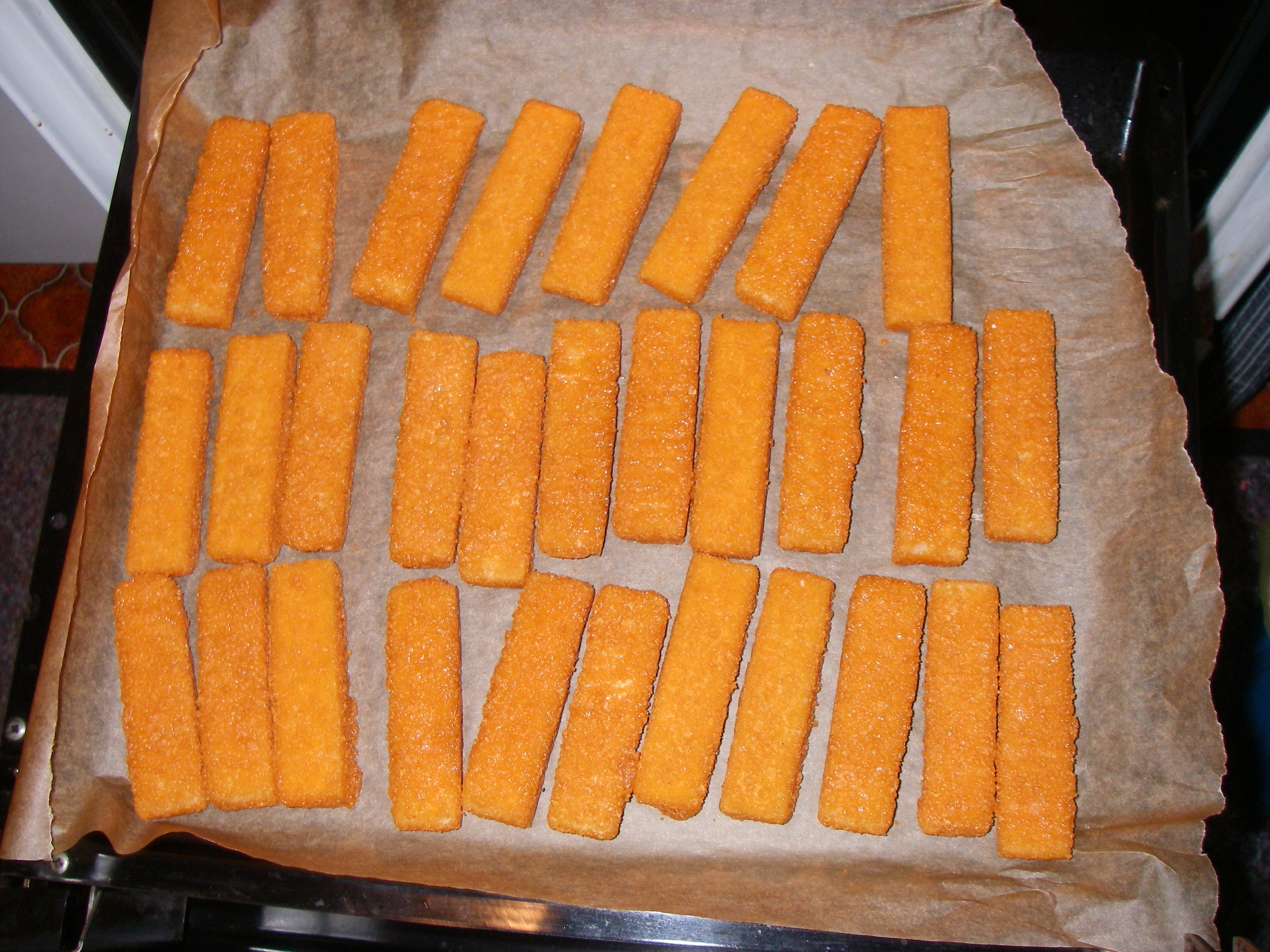
Baked fish fingers on baking paper

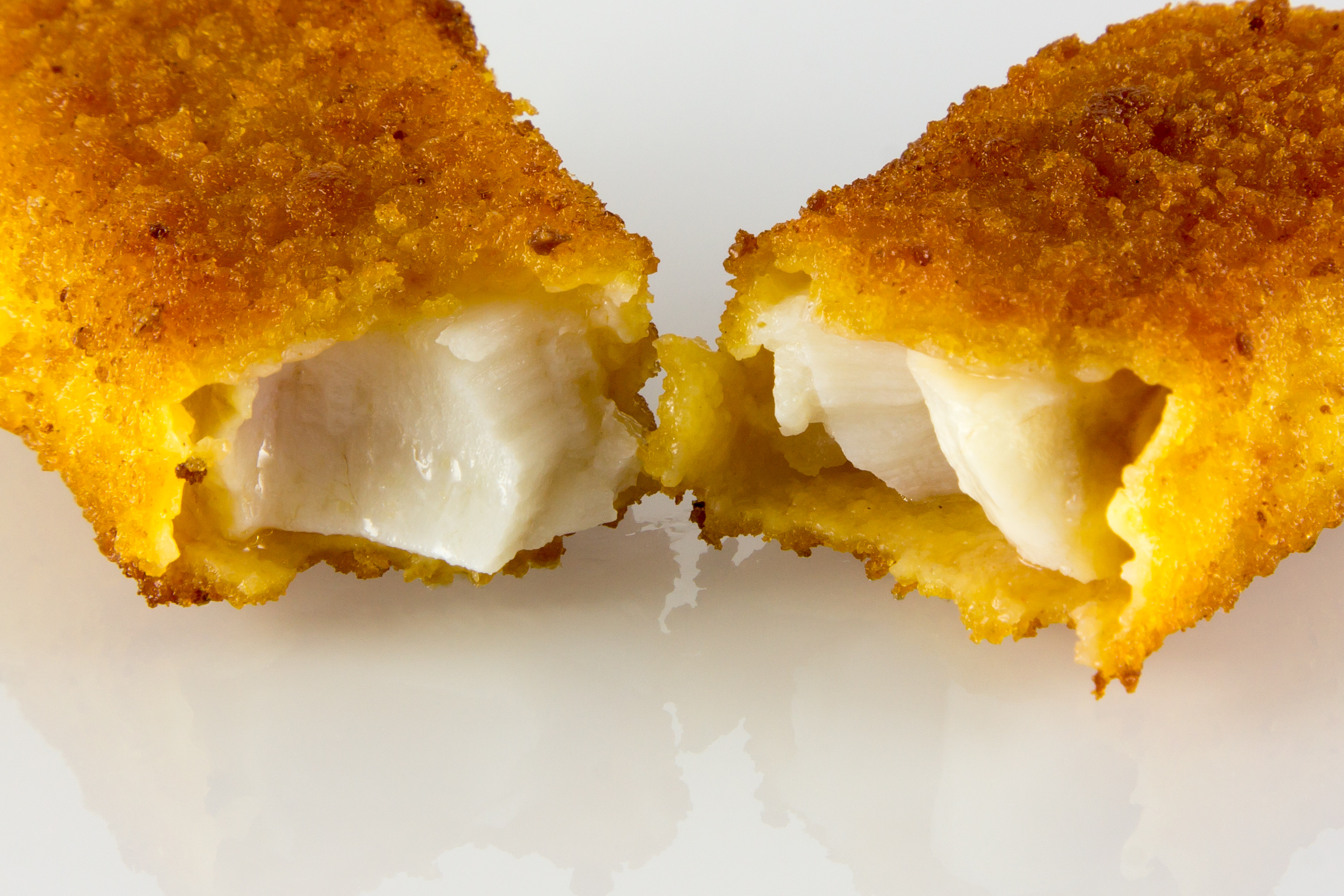
Filling inside a fish finger

フィッシュフィンガー (Fish finger、英語) またはフィッシュスティック (Fish stick、米語) は、タラ、ホキ、コダラ、スケトウダラ等の白身魚に衣をつけて揚げた加工食品である。スーパーマーケットの冷凍食品売り場で販売されており、オーブンやグリルに入れたり油で揚げて調理する。

## 歴史
「フィッシュフィンガー」という言葉は、1900年のイギリスの雑誌に掲載されたレシピで初めて言及され、しばしばイギリスのシンボル的な料理と考えられるようになった。
第二次世界大戦中および後の食品規制によりフィッシュフィンガーの消費は伸びたが、企業は品質を維持するのに苦労した。1953年にアメリカ合衆国の企業であるGorton-Pew Fisheries（現在のゴートンズ・オブ・グロスター）が、Gorton's Fish Sticksという商品名で、冷凍の調理済みフィッシュフィンガーを初めて商用化した。この商品は、1956年にParents誌のSeal of Approvalを受賞した。開発者は、食品科学者のアーロン・ブロディである。
第二次世界大戦後、イギリスではニシンが豊漁だった。クラレンス・バーズアイは、アメリカ合衆国で見つけたニシンのフィッシュフィンガーを"herring savouries"として試験販売した。サウサンプトンとサウスウェールズでは、対照として"cod fingers"も試験販売されたが、顧客はタラの方を圧倒的に支持し、期待外れに終わった。バーズ・アイ社の従業員の投票で、より洒落たフィッシュフィンガーという名前に決まるまでは、Battered Cod Pieces等と呼ばれていた。

## バラエティ

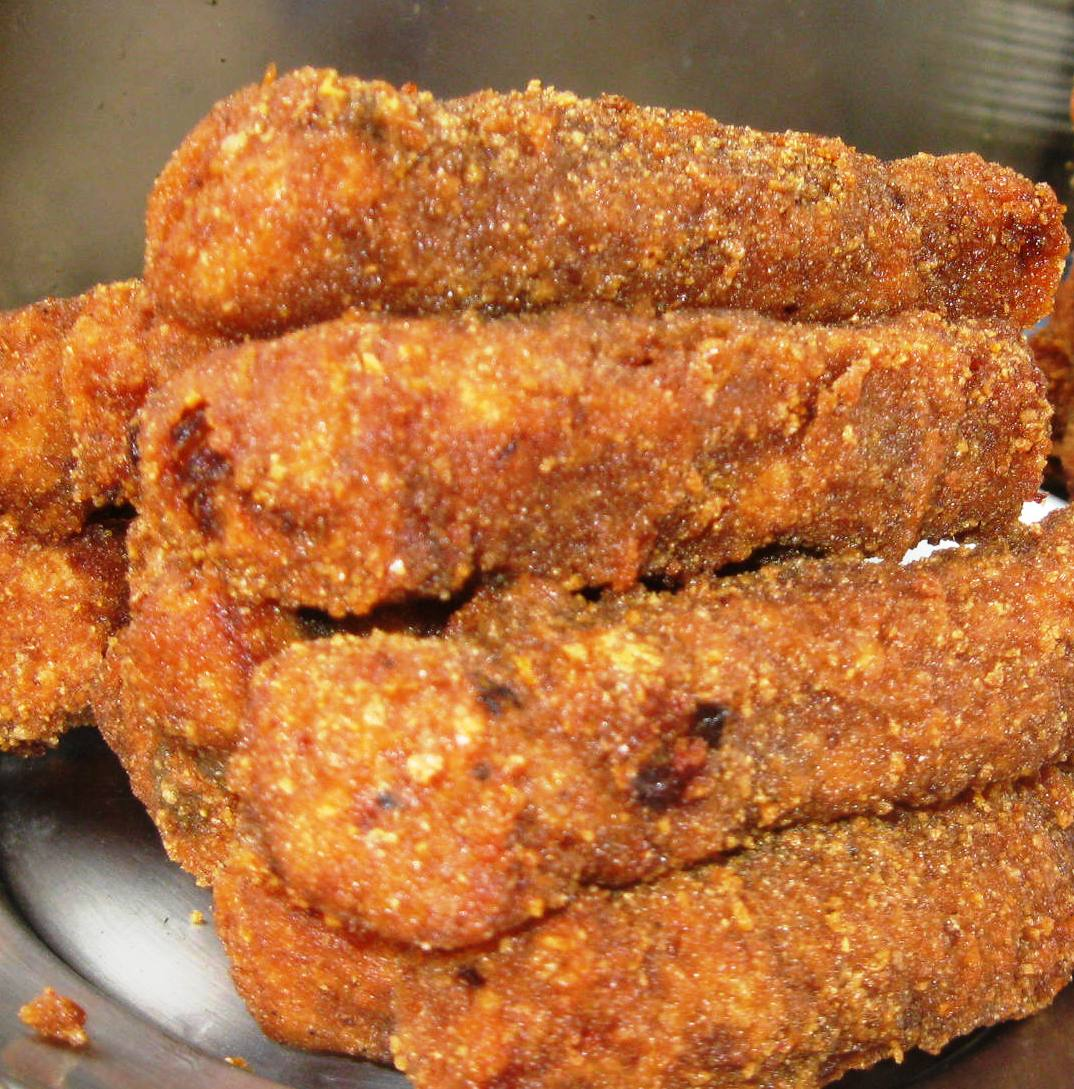
インドのコルカタのフィッシュフィンガー

冷凍の白身魚のミンチをスライスしてバッター液とパン粉を付けて揚げたものもある。
さらに、白身魚の代わりにサーモンで作ることもある。